# لورنزو رانلی
لورنزو رانلی (انگلیسی: Lorenzo Ranelli؛ زادهٔ ۵ ژوئن ۱۹۹۶) بازیکن فوتبال اهل ایتالیا است.
از باشگاه‌هایی که در آن بازی کرده‌است می‌توان به باشگاه فوتبال فروزینونه اشاره کرد.